# Сан Миниато
Сан Миниато (на италиански: San Miniato) е град и община в Италия, в региона Тоскана, провинция Пиза. Има жп гара. Населението му е около 28 000 души (2009).